# تری‌دی ورلد
تری‌دی ورلد یا دنیای سه‌بعدی (به انگلیسی: 3D World) یک مجله و وبگاه اینترنتی منتشر شده توسط فیوچر پی‌ال‌سی می‌باشد که بر روی پویانمایی، جلوه‌های بصری، طراحی بازی‌های ویدئویی، تصویرپردازی و تجسم معماری متمرکز است. تری‌دی وورلد هر چهار هفته یکبار چاپ شده و در بریتانیا، آمریکا، اروپا، استرالیا، نیوزلند، آفریقای جنوبی و چندین کشور دیگر به فروش می‌رسد. این مجله همچنین در فرمت دیجیتال برای تبلتها ارائه می‌شود.

## محتوی
- نمایشگاه: نگارخانهٔ دیجیتالی از تصاویر ایجاد شده توسط خوانندگان.
- پری-ویز: اخبار صنعت شبیه‌سازی کامیپوتری.
- ملحقات: مقاله‌هایی پیرامون موضوعات یا پروژه‌هایی از جمله نرم‌افزار متن‌باز، جلوه‌های ویژه فیلم‌ها، شروع یک استدیوی جلوه‌های ویژه و مشینما.
- آموزش: آموزش نرم‌افزارهای ایجاد تصاویر دوبعدی و سه‌بعدی.
- سؤال و جواب: شامل «سؤال ماه» و «سؤال سریع» شده که توسط متخصصین این رشته پاسخ داده می‌شود.
- بررسی: بررسی ابزارهای آموزشی، سخت‌افزارها و نرم‌افزارها.